# بواتزن ۱۱۵۸۰
سیارک ۱۱۵۸۰ (به انگلیسی: 11580 Bautzen، نامگذاری:1994JG4) یازده هزار و پانصد و هشتادمین سیارک کشف شده‌است که در ۳ مه ۱۹۹۴ کشف شد.
قدر مطلق سیارک برابر ۱۷.۸ است.